# محمد نوح
محمد نوح (1 يناير 1937 - 5 أغسطس 2012)، مغني وملحن مصري. كان سخيا في إنتاجه الفني في السبعينات والثمانينات في مجال الموسيقى والغناء والمسرح، ويتذكره الجمهور بأغنيته الشهيرة' شدي حيلك يا بلد' التي كانت واحدة من الأيقونات الغنائية في أيام ثورة 25 يناير بميدان التحرير، وتفرّد نوح مع فرقة النهار بتقديم أغانيه المحفزة على الفوز من المدرجات في المباريات التي كان الفريق القومي طرفا فيها باستاد القاهرة، كما استقبل بالأغاني الوطنية الحماسية، في شوارع القاهرة، ناحية المطار، السادات لدى عودته من زيارته التاريخية للقدس. نوح من مواليد طنطا، ورغم تخرجه في كلية التجارة جامعة الإسكندرية، فإنه عشق الموسيقي، ودرس التأليف الموسيقي في جامعة ستانفورد الأمريكية، وبدأ حياته في المسرح الغنائي المصري كمطرب وممثل كما اشتهر بقدرته الفائقة على عزف عدة آلات موسيقية بينها البيانو والعود والكمان والناي، ولحّن موشحات وأغنيات لمطربين، منهم نجاح سلام وعلي الحجار ومحمد الحلو ومحمد ثروت وعفاف راضي كما وضع الموسيقى التصويرية لعدد كبير من الأفلام والمسرحيات، وأخرج فيلما قصيرا بعنوان الهرب إلى مصر، ومن الأفلام السينمائية التي شارك في بطولتها 'الزوجة الثانية' و'شباب في العاصفة' و'السيد البلطي'.

## نبذة
- من مواليد طنطا.
- تخرّج من كلية التجارة جامعة الإسكندرية.
- دبلوم معهد الموسيقى العربية.
- أستاذ زائر في معهد الموسيقى العربية ومعهد السينما.
- ابتدأ حياته في المسرح الغنائي واشتهر في مسرحية «سيد درويش» سنة 1966.
- درس في أمريكا بجامعة ستانفورد قسم التأليف الموسيقي.
- لمع في أغاني سيد درويش.
- عازف ماهر للبيانو والعود والكمان والناي.
- لحّن موشحات لنجاح سلام وعلى الحجار ومحمد الحلو ومحمد ثروت وعفاف راضي وغيرهم.
- كوّن رباعي نوح مكوّن من ولده وابنتيه، أسّس فرقة النهار شارك في مسرحية «سحلب» ووضع الموسيقى التصويرية لبعض الأفلام.
- أخرج عمل رحلة العائلة المقدسة.

## أشهر أغانيه
- مدد مدد شدي حيلك يا بلد.
- دلعو يا دلعو والحب محدش منعو.
- الشور شورك على صدرك.
- يابو سنة.
- الله حي.
- بحبك يا حياة.
- ولا على بالي.
- لا تنسانا.
- أديني قلت آه.
- لو يروق الحال.
- يا عصفورين.
- حبيبتي يا حبيبتي.

## قائمة أفلامه

### تمثيل
- حسن وعزيزة قضية أمن دولة (1999).
- اللعنة (1984).
- المزيكا في خطر (1976).
- امتثال (1972).
- شباب في عاصفة (1971).
- الأضواء (1970).
- الدخيل (1967).
- الزوجة الثانية (1967).
- السيد البلطي (1967).

### موسيقى
- قلب جريء (2002)، موسيقى.
- المهاجر (1994)، موسيقى.
- أجدع ناس (1993)، موسيقى تصويرية.
- كريستال (1993)، تلحين الأغاني.
- مرسيدس (1993)، موسيقى تصويرية.
- قانون إيكا (1991)، موسيقى تصويرية.
- قبضة الهلالي (1991)، موسيقى تصويرية.
- معركة النقيب نادية (1990)، موسيقى تصويرية.
- المزيكا في خطر (1976)، موسيقى.
- إسكندرية كمان وكمان سنة، (1989).
- قبضة الهلالي سنة (1991).
- السجين 79 سنة (1992).

## مسرحية
- «سحلب» تمثيل.
- إنت اللي قتلت الوحش قصة علي سالم 1967.
- موسيقى مسرحية «كلام فارغ جدا»، 1969.
- موسيقى مسرحية «سحلب» سنة 1992 1969
- موسيقى مسرحية «مدد»، 1973.
- موسيقى مسرحية «سالومي»، 1987.
- موسيقى مسرحية «انقلاب»، 1988

## مسلسلات
- تمثيل: مسلسل الرقم المجهول، 1969.
- موسيقى مسلسل «ألف ليلة وليلة»، 1992.
- موسيقى مسلسل «ثمن الخوف»، 1989.

مسرحية.. سوق الحلاوة.. موسيقى.. وإنتاج فرقة النهار.. تأليف أحمد هيكل.. إخراج السيد راضي.. بطولة: نيللي.. عبد المنعم مدبولي.. يوسف منصور.. ميمى جمال.. محمد الشرقاوي..

## الجوائز
- جائزة الجمعية المصرية لفن السينما، سنة 1990.
- جائزة الجمعية المصرية لفن السينما، سنة 1991.
- جائزة مهرجان القاهرة السينمائي الدولي، سنة 1991.
- جائزة الدولة التشجيعية في الفنون من المجلس الأعلى للثقافة سنة 1991.

## وفاته
توفـي في 5 أغسطس 2012 بسبب اضطرابات قلبية.